# Java Server Faces
JavaServer Faces (JSF) er et Java-baseret applikationsrammeværk, der simplificerer udviklingen af brugergrænseflade-software i J2EE-applikationer. JSF benytter JSP-sider som fremvisningsteknologi, men andre teknologier kan også benyttes.

## JavaServer Faces-rammeværket
JSF omfatter
- En række API'er til at repræsentere brugergrænsefladekomponenter (UI-komponenter) og vedligeholde deres tilstand, håndtere events (såsom klik på knapper eller bevægelser med musen), validere inddata i fx tekstfelter, definere navigationsmønstre samt understøtte internationalisering ved at udfaktorisere statisk tekst
- En standard-sæt af UI-komponenter
- To JSP-taglibs: Javaklasser, der indpakker UI-komponenterne til brug i fx JSP
- En server-side event-model
- Managed JavaBeans, der kan refereres direkte gennem JSP-tags
- Et særligt sprog for udtryk, JSF-EL

JSF-specifikationen blev udviklet under den såkaldte Java Community Process som JSR 127, der definerede JSF 1.0 and 1.1, samt JSR 252, der definerede JSF 1.2. JSF 1.2 (11/5 2006) – seneste udgivelse.

## Andre Web-GUI-rammeværker

### Microsoft ASP.NET
ASP.NET fra Microsoft har en komponentbasret indgangsvinkel til udvikling af webapplikationer, der minder om JSFs.
I ASP.NET 1 var renderingskode dog ikke adskilt fra komponent-grænseflader, som det er tilfældet i JSF, hvorfor renderingsmekanismen ikke kunne udskiftes. ASP.Net v2 introducerede muligheden for at udskifte standardrenderingsmekanismen med trediemands. ASP.NET er tættere intergreret til Microsoft udviklingsværktøjer (som fx Visual Studio, der tillader Drag & Drop-generering af UI-komponenter).
Forretningslogikken gemmes i en separat fil ("code-behind"-filen) og er tilknytter UI-komponenterne ved at abonnere på events, der genereres på komponenter (såsom mouse-over, klik på knapper, o.l.).
Resultatet er, at forretnings- og præsentationslaget er tæt knyttet sammen i ASP.NET-applikationer (i Java-sprogbrug er arkitekturen en Model 1). JSF, derimod, er en Model 2- eller Model-View-Controller-arkitektur, hvor forretningslogikken er helt adskilt fra præsentationslaget via en controller (nemlig JSF-servletten).

### WebObjects / Wotonomy
WebObjects er det tidligst kendte web-applikationsrammeværk og og blev oprindeligt udviklet af NeXT Software, Inc., sidenhen købt af Apple Computer, da det købte NeXT. Det indeholder en MVC-arkitektur, der minder om JSFs.

### Struts
Struts er et populært Model 2 MVC-softwarerammeværk fra Apache. Det tilbyder dog ikke en JSF-lignende komponentmodel. Struts benytter JSP til rendering.